# فرودگاه جیلین ارتایزی
فرودگاه جیلین ارتایزی (به انگلیسی: Jilin Ertaizi Airport) یک فرودگاه همگانی با کد یاتا JIL است . این فرودگاه در کشور چین قرار دارد .